# Nitemare
Nitemare (Pesadilla), es el segundo disco editado en 1999, de la banda de estilo Eurodance alemana 666, la cual combina la música Techno y remixes; muy bailable en aquella época, alcanzando los hits bailables en Europa y Sudamérica.
E incluso sus letras en inglés y en español.

## Listado de canciones
1.  Far East Intro                              0:20
2.  The Demon (Pulsedriver Remix)               5:40
3.  Alarma! (Unity Dub)                         7:04
4.  Confusion (Álbum Mix)                       4:38
5.  Bomba! (X-Tended Mix)                       6:24
6.  Amokk (X-Tended 666 Mix)                    5:25
7.  I'm Your Nitemare (Extended Mix)            5:53
8.  Diablo (Club Mix)                           5:06
9.  Get Up 2 Da Track (Austin's Power Mix)      6:00
10. Paradoxx (Klubbirds Remix)                  6:34
11. Alarma! (Let's Go Gabba Bootleg Mix)        5:32